# 矢口健一
矢口 健一（やぐち けんいち、1974年6月25日 - ）は、千葉県木更津市出身の元社会人野球選手（内野手、指名打者）右投げ右打ち。背番号は3（2007年シーズンは36）。

## 人物・来歴
木更津高時代、同級生に競艇選手の石渡鉄兵がいた。
高校卒業後、一浪して一般受験で早稲田大学商学部に入学し野球部に入部。グラウンド整備に使うトンボとグラウンドの塀を使って素振りさせるなど佐藤清監督の個性的な指導で打棒が開花し、2年春からリーグ戦に出場。そのシーズンの対立教大学戦で1試合8打点のリーグ記録を樹立、一気に注目を集めた。このシーズン規定打席不足ながら4割以上を放ち本塁打・打点はリーグ1位、“幻の三冠王”といわれた。恵まれた体躯から長打を連発し、チームの主軸に成長、岡田彰布・石井浩郎以来の右の大砲と嘱望された。一時左翼手を守ったが、主に一塁手として出場した。
4年生となった1997年シーズンは主将に就任。ライバルチームの同期には高橋由伸（慶応義塾大学、のち読売ジャイアンツ）、川上憲伸（明治大学、のち中日ドラゴンズ）らがいる。リーグ通算70試合出場、227打数74安打、打率.326、17本塁打、60打点。17本塁打は高橋の23本には及ばないものの、歴代8位タイの記録である。1995年春シーズンと1997年秋シーズンにベストナイン（一塁手）に選出されている。1997年秋のシーズンでは本塁打と打点はリーグトップながら打率は2位と、先述の1995年春シーズン同様あと一歩のところで三冠王を逸している。
長打力はあるが決して俊足ではなく、また守備においてほとんど一塁手以外を守ったことがないこともあり、大学4年時にドラフト指名を受けることはなく、大学先輩の應武篤良が当時監督で地元の木更津市に近い君津市の社会人野球チームの新日本製鐵君津に入団。入団後すぐに、四ヶ国対抗戦の日本代表に選出される（日本代表キャリアはこのとき1回のみ）。
2000年前後からは主軸を任され、社会人野球日本選手権大会で4強入りした2002年には社会人ベストナイン（指名打者部門）を受賞。
2003年から市民球団のチームが生まれ変わる頃には中堅どころの選手となり、沢村通から引き継いで2004年・2005年シーズンは主将としてチームを牽引したが、チームは2大大会出場を逃した（ただし、矢口本人は2004年の第75回都市対抗野球大会でホンダの補強選手に選ばれ、チームの準優勝に貢献、大会優秀選手（指名打者部門）に選ばれた）。
2006年シーズンからは選手兼任コーチとして活動し、2007年シーズン限りで引退した。現在は新日鐵君津で社業に就くかたわら、千葉県野球連盟の理事として高校野球の解説者を務めるなど、精力的に活動している。

## 日本代表キャリア
- 四カ国対抗戦（1998年）

## 主な表彰・タイトル
- 東京六大学ベストナイン　2回（1995年春、1997年秋。いずれも一塁手部門）
- 社会人ベストナイン　1回（2002年、指名打者部門）